# P̃
La P con virgulilla (mayúscula: P̃, minúscula: p̃) es una P latina con una virgulilla. Se usa o se usó como grafema en algunos idiomas de Vanuatu, como el efate septentrioal y meridional y el namakura para representar el sonido [k͡p]. También se usa en el idioma yanesha, en donde representa /kʲ/.
La letra fue introducida por misioneros y ha estado en uso durante más de cien años.
En bislama, la lengua franca de Vanuatu, la P con tilde se llama snekpi, que significa "P serpiente".
En inglés antiguo, se usaba como una contracción del centavo, como en ⋅cxx⋅ p̃.

## Unicode
Unicode codifica p̃ con una marca diacrítica combinada (U+0303 COMBINING TILDE), en lugar de un carácter precompuesto. Como tal, la tilde puede no alinearse correctamente con algunas fuentes y sistemas.